# 3:33
3:33 es una película india de terror psicológico en idioma tamil. Fue escrita y dirigida por el debutante Nambikkai Chandru y producida por Bamboo Trees Productions. La película está protagonizada por Sandy, Gautham Vasudev Menon y Shruthi Selvam con un elenco de apoyo que incluye a Saravanan, Reshma Pasupuleti, Rama y Mime Gopi. La película se estrenó en cines el 10 de diciembre de 2021.

## Elenco
- Sandy como Kathir
- Gautham Vasudev Menon
- Shruthi Selvam
- Saravanan
- Reshma Pasupuleti
- Mime Gopi
- Rama

## Recepción
Suganth de The Times of India otorgó una calificación de 2.5 sobre 5 y escribió: "La película luego arroja cosas como números semi-malvados, médiums que se comunican con fantasmas y más escenas con Kathir [Sandy] que pueden o no ser pesadillas., pero para entonces, la película deja de ser realmente aterradora y se vuelve agotadora". Behindwoods otorgó una calificación de 2.5 sobre 5 y escribió: "3:33 es un thriller de terror que se puede ver por la actuación de Sandy y los esfuerzos constantes de la película por brindar a la audiencia algo nuevo".